# Screaming Lord Sutch

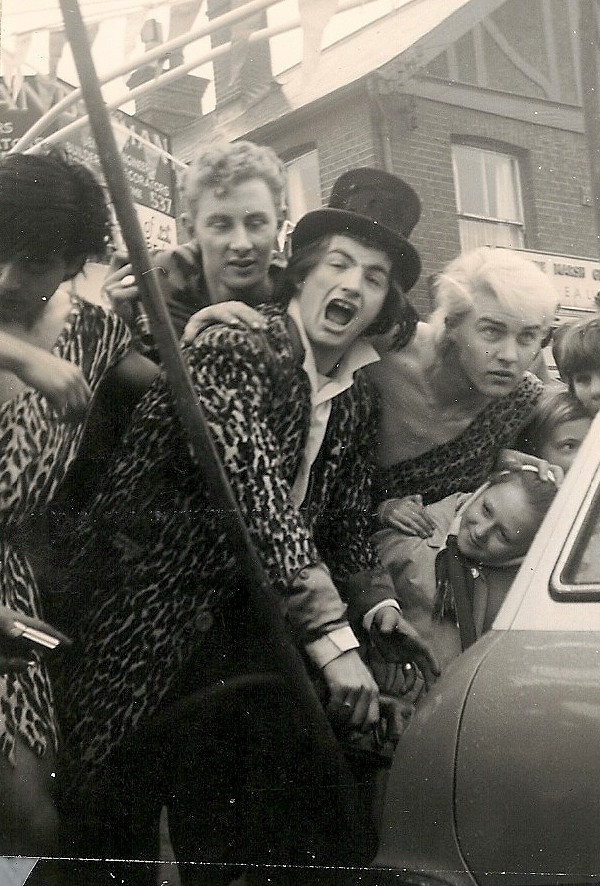
Screaming Lord Sutch (met hoed)

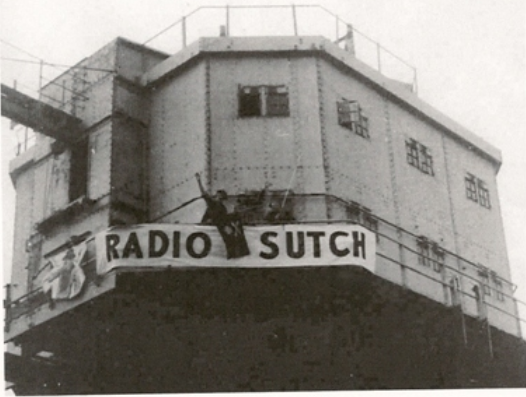
Radio Sutch

Screaming Lord Sutch, 3rd Earl of Harrow, echte naam David Edward Sutch (Londen, 10 november 1940 – Londen, 16 juni 1999), was een Brits musicus en politicus en activist. Hij was de oprichter en voorman van de politieke partij Official Monster Raving Loony Party.

## Loopbaan
Sutch maakte in de jaren zestig zogenaamde shockrock. Geïnspireerd door Screamin' Jay Hawkins noemde hij zichzelf Screaming Lord Sutch, 3rd Earl of Harrow en trad hij op met de band The Savages, met daarin onder andere Ritchie Blackmore. Op het podium gebruikte hij doodskisten en doodshoofden. Het bekendste nummer van Screaming Lord Sutch and the Savages was in 1963 Jack the Ripper. Dit nummer werd onder andere gecoverd door The White Stripes en The Horrors. In 1964 verzorgde de band enkele maanden de piratenzender Radio Sutch vanaf het legerfort Shivering Sands in de monding van de Theems. Rond 1966 viel de band uit elkaar.
Sutch was inmiddels al bezig met politieke activiteiten. In 1963 was hij voor het eerst verkiesbaar. In het kiesdistrict Stratford-on-Avon was hij kandidaat voor de National Teenage Party. De tussentijdse verkiezing was noodzakelijk geworden door het aftreden van John Profumo naar aanleiding van de Profumo-affaire. In 1966 nam hij het op tegen Harold Wilson in het kiesdistrict Huyton. In 1970 was hij kandidaat namens de partij Young Ideas en in 1974 namens Go to Blazes. Sutch haalde nooit meer dan één procent van de stemmen.
In 1983 richtte Sutch de Official Monster Raving Loony Party op. De partij had vooral ten doel de gek te steken met de politiek. Sutch doste zich op de verkiezingsavonden uit met een  grote hoge hoed en pandjesjas met luipaardmotief. Met als motto "Stem voor krankzinnigheid - je weet dat dat verstandig is" werden verkiezingsplannen als het afschaffen van januari en februari, het overkappen van Londen om het zo van een subtropisch klimaat te voorzien en het verleggen van de Kanaaltunnel naar Jersey gepresenteerd.
Sutch nam tussen 1983 en 1997 voor de Official Monster Raving Loony Party deel aan 37 verkiezingen. In 1994 haalde hij in Rotherham met 4,2 procent het hoogste percentage kiezers. Meestal haalde hij tussen de één en twee procent van de stemmen. Door het Britse districtenstelsel, waarbij enkel de winst in een kiesdistrict genoeg is, had hij geen kans op een zetel in het parlement.
David Edward Sutch kampte met depressies. Deze verergerden na de dood van zijn moeder in 1997. In 1999 pleegde hij op 58-jarige leeftijd zelfmoord door zich op te hangen. Hij werd naast zijn moeder begraven op een begraafplaats in de Londense wijk Pinner.
- Bibliothèque nationale de France: cb139001937 (data)
- Gemeinsame Normdatei: 13162606X
- International Standard Name Identifier: 0000 0000 6311 2430
- Library of Congress Control Number: n93056037
- MusicBrainz: e1079a78-75d4-4a1a-aef1-0be051386598
- Nederlandse Thesaurus van Auteursnamen: 183282604
- Système universitaire de documentation: 128462507
- Trove: 1192229
- Virtual International Authority File: 74038920
- WorldCat: E39PBJgtbpmbCXTt6vt67KP84q